# Szpilka geodezyjna
Szpilka geodezyjna to podłużny kawałek drutu stalowego o okrągłym przekroju o średnicy 4–6 mm, długości około 30 cm lub 50 cm. Jeden koniec jest zaostrzony, drugi zakończony uszkiem ułatwiającym wbicie szpilki w grunt i zawieszanie na kółku. Komplet szpilek składa się z 11 sztuk i dwóch kółek do ich nawlekania.
Szpilki geodezyjne są używane między innymi przy pomiarach odległości taśmą geodezyjną w przypadku, gdy mierzona odległość jest większa niż długość taśmy. Służą one wówczas do zaznaczania miejsc, gdzie zaczyna się kolejne odłożenie taśmy oraz ułatwiają obliczenie całkowitej długości mierzonego odcinka. Wykorzystywane są też do oznaczania np. trasy przebiegu przewodów, podczas ich lokalizacji wykrywaczem metalu.